# Borisz Paicsadze Stadion
A Borisz Paicsadze Stadion, vagy teljes nevén Borisz Paicsadze Nemzeti Stadion (grúzul: ბორის პაიჭაძის სახელობის ეროვნული სტადიონი, magyar átírásban: Borisz Paicsadzisz Erovnuli Sztadioni) egy többféle sportverseny megrendezésére alkalmas sportlétesítmény Tbilisziben, Grúziában. A stadion ad otthont a grúz labdarúgó-válogatott és az ország leghíresebb labdarúgócsapata, a Dinamo Tbiliszi hazai mérkőzéseinek.

## Története
A stadion jelenlegi helyén állt az egykori „Gyinamo” Stadion, melyet 1936-ban Arcsil Kurdiani tervei alapján építettek fel. A szovjet labdarúgó-bajnokságban egyre jobb teljesítményt nyújtó Gyinamo Tbiliszi szurkolói tábora dinamikusan növekedett, így a 35 000 férőhelyes építmény már nem szolgálta ki a megnövekedett igényeket.
Az új stadion tervei az 1970-es évek közepén készültek el újfent Arcsil Kurdiani, illetve fia, Gia Kurdiani munkájában. A korábbi építményt lebontották és helyére 1976-ban új stadiont építettek, amelyet a híres szovjet államférfi után Vlagyimir Iljics Lenin Gyinamo Stadionra kereszteltek el, amely a Szovjetunió akkori harmadik legnagyobb sportlétesítményének számított. A hivatalos megnyitóra 1976. szeptember 29-én, a Gyinamo Tbiliszi–Cardiff City KEK-mérkőzés keretein belül került sor. A ceremóniát a hazai csapat 3–0-s sikere koronázta.
Az 1980-as években a tbiliszi stadion Kelet-Európa egyik legismertebb sportlétesítményévé nőtte ki magát. A szovjet labdarúgó-válogatott, a Szpartak Moszkva és a Gyinamo Kijev is számos nemzetközi mérkőzését itt játszotta. A Gyinamo Tbiliszi 1981-es KEK-címét közel 80 ezer, égő fáklyát tartó grúz szurkoló a stadionban ünnepelte.
A független grúz labdarúgó-bajnokság nyitómérkőzését – melyet a Dinamo Tbiliszi játszotta a Kolheti-1913 Poti ellen – 100 ezer grúz rajongó a helyszínen tekintette meg.
A stadiont 2005-ben átkeresztelték, és az 1930-as évek kiváló játékosáról, Borisz Paicsadzéról kapta új nevét.
A 2006-os stadion-rekonstrukció tervezési munkálatait újra a Kurdiani-család, újra apja és fia végezte. Az új terveket a már korosodó Gia Kurdiani, és fia, Arcsil Kurdiani készítette. A stadiont új megvilágítással látták el, új eredménykijelzőt kapott, és mindenhova műanyag székeket szereltek fel. A rekonstrukció és modernizálás miatt a stadion mára csak ülőhelyekkel rendelkezik, maximális befogadóképessége 55 ezer néző. Az ülőhelyek nagy része az ovális tetőszerkezetnek köszönhetően fedett.

## Rekordok
A legnagyobb nézőszámot 1979-ben és 2005-ben regisztrálták. Az angol Liverpool elleni 3–0-s sikerrel zárult KEK-negyeddöntőn-mérkőzésen 110 ezer grúz szurkoló buzdította a Gyinamo Tbiliszit, majd 2005-ben újfent 110 ezren tekintették meg a grúz labdarúgó-válogatott Németország elleni világbajnoki selejtezőmérkőzését.